# Mike Hallett
Pour les articles homonymes, voir Hallett.
Mike Hallett, né le 2 juillet 1959 à Grimsby, est un joueur de snooker anglais et commentateur sportif à la télévision.
Sa carrière est principalement marquée par une victoire à l'Open de Hong Kong 1989, sa seule victoire dans un tournoi classé. Hallett compte aussi une autre finale dans un de ces tournois, à l'Open de Grande-Bretagne, mais l'a perdue. Il est également double finaliste au Masters de snooker, en 1988 et 1991.

## Carrière

### Révélation lente et tardive (1980-1987)
Arrivé sur le circuit professionnel en 1980, Hallett met du temps avant de connaitre ses premiers résultats. Ce n'est en effet qu'en 1987 qu'il réalise son premier quart de finale dans un tournoi comptant pour le classement. Hallett accomplit cette performance à l'occasion du tournoi le plus important de l'année ; le championnat du monde. 
En dehors de ce résultat, son début de carrière est également marqué par une finale dans un tournoi sur invitation organisé en Espagne. 

### Point culminant (1988-1991)
Hallett pour suit sur sa lancée lors de la saison 1987-1988 et dispute sa première finale d'un tournoi de classement, à l'Open de Grande-Bretagne. Après une victoire en manche décisive contre John Parrott en demi-finale, l'Anglais est humilié par Stephen Hendry, qui le bat sur le score de 13 à 2. Malgré cette défaite décevante, Hallett réitère quelques mois plus tard lors du Masters, à sa première participation, mais subit une nouvelle défaite écrasante, étant battu 9-0 par Steve Davis (l'un des scores les plus déséquilibrés jamais enregistré dans une finale de tournoi majeur). 
Lors de la saison qui suit, l'Anglais obtient des résultats réguliers dans les principaux tournois, rejoignant trois demi-finales, et un autre quart de finale au championnat du monde, ce qui lui permet de culminer au meilleur classement de sa carrière (6e). Il remporte aussi ses deux premières victoires en tournoi (dans des tournois non classés) et est finaliste au Masters de Nouvelle-Zélande, un autre tournoi sur invitation. 
En 1989, Hallett se défait de Stephen Hendry et Jimmy White pour rejoindre la finale de l'Open de Hong Kong (seule édition du tournoi qui apporte des points de classement). En finale, il affronte un joueur de classement modeste ; le Néo-zélandais Dene O'Kane. Malgré une rencontre accrochée, qui se ponctue par une manche décisive, Hallett saisit l'occasion et s'empare de son seul titre dans un tournoi classé. 
En 1991, il parvient une nouvelle fois à tirer son épingle du jeu lors du Masters de snooker, où il se qualifie pour une autre finale. Contrairement à 1988, c'est lui qui domine les hostilités, en menant notamment 7 à 0 contre Hendry. Néanmoins, l'Écossais connait un sursaut d'orgueil et réussit à renverser le match, pour s'imposer sur le score de 9-8 et remporter un troisième Masters consécutif. Peu de temps après, Hallett ajoute à son palmarès deux autres titres non classés à son palmarès (classique de Belgique et Masters d'Écosse), mais ces succès ne le consolent pas de cette défaite douloureuse. 

### Déclin et fin de carrière (1991-2005)
D'ailleurs, cette deuxième défaite en finale du Masters semble marquer le début du déclin de l'Anglais, qui sort du top 16 mondial à l'issue de la saison 1991-1992. En 1993, Hallett dispute son dernier quart de finale dans un tournoi, à l'occasion de l'Open du pays de Galles. Après une saison 1996-1997 catastrophique, lors de laquelle il ne se qualifie pas pour le moindre tournoi, Hallett est relégué du circuit professionnel. Ce n'est pas pour autant qu'il décide de jeter l'éponge. 
En 1998, Hallett réussit à regagner sa place sur le circuit principal, et s'y maintient pendant trois saisons. Néanmoins, ses résultats ne sont pas à la hauteur de ses espérances et il ne parvient pas à se qualifier pour un seul tableau final d'un tournoi classé, en six ans. En fin d'année 2005, il décide donc de ne pas retenter sa chance et annonce sa retraite du snooker professionnel. 

## Vie post-carrière
Après sa carrière de joueur, il commente la première ligue de snooker pour Sky Sport ainsi que les principaux événements de snooker sur Eurosport.
Au début de la saison 2011-2012, il participe à une épreuve du championnat du circuit des joueurs. Après avoir franchi les deux premiers tours, il affronte Ronnie O'Sullivan au troisième et s'incline sur le score honorable de 4-2. Cette performance l'encourage à relancer sa carrière et il tente de réintégrer le circuit professionnel en 2011, 2014, 2017 et 2020, mais échoue. 
En août 2021, Hallett subit une attaque cérébrale, de laquelle il survit. 

## Palmarès
| Légende | Catégorie                      | Titres                         | Finales                        |
|         | Tournois classés               | 1                              | 1                              |
|         | Tournois non classés           | 4                              | 10                             |
|         | Tournois par équipes           | 2                              | 1                              |
|         | Tournois pro-am                | 4                              | 1                              |
|         | Tournois amateurs              | 0                              | 1                              |
| Gras    | Tournois de la triple couronne | Tournois de la triple couronne | Tournois de la triple couronne |

### Titres
| Saison    | Nom du tournoi                                         | Lieu        | Finaliste                    | Score | Tableau |
| 1987-1988 | Championnat du monde par équipes (avec Stephen Hendry) | Northampton | Cliff Thorburn Dennis Taylor | 12-8  |         |
| 1988-1989 | Tournoi Fosters                                        | Dublin      | Stephen Hendry               | 8-5   |         |
| 1988-1989 | Open des Pays-Bas                                      | Hilversum   | Darren Morgan                | 6-5   |         |
| 1988-1989 | Championnat d'Angleterre                               | Bristol     | John Parrott                 | 9-7   |         |
| 1989-1990 | Open de Hong Kong                                      | Hong Kong   | Dene O'Kane                  | 9-8   | Tableau |
| 1990-1991 | Masters mondiaux (par équipes) (avec Stephen Hendry)   | Birmingham  | Brady Gollan Jim Wych        | 8-5   |         |
| 1990-1991 | Tournoi Pontins pro-am (printemps)                     | Prestatyn   | CWayne Brown                 | 7-5   |         |
| 1991-1992 | Masters d'Écosse                                       | Motherwell  | Steve Davis                  | 10-6  |         |
| 1991-1992 | Masters de Belgique                                    | Belgique    | Neal Foulds                  | 9-7   |         |
| 1992-1993 | Open des Pays-Bas (2)                                  | Bréda       | Lee Richardson               | 6-1   |         |
| 1992-1993 | Tournoi Pontins pro-am (printemps) (2)                 | Prestatyn   | Steve James                  | 7-6   |         |

### Finales
| Saison    | Nom du tournoi                                         | Lieu        | Finaliste            | Score | Tableau |
| 1984-1985 | Classique de la Costa Del Sol                          | Fuengirola  | Dennis Taylor        | 2-5   |         |
| 1986-1987 | Championnat du monde par équipes (avec Stephen Hendry) | Northampton | Steve Davis Tony Meo | 3-12  |         |
| 1987-1988 | Masters d'Australie                                    | Sydney      | Stephen Hendry       | [ 5 ] |         |
| 1987-1988 | Masters                                                | Wembley     | Steve Davis          | 0-9   |         |
| 1987-1988 | Open de Grande-Bretagne                                | Derby       | Stephen Hendry       | 2-13  | Tableau |
| 1987-1988 | Tournoi Pontins                                        | Prestatyn   | John Parrott         | 1-9   |         |
| 1988-1989 | Masters de Nouvelle-Zélande                            | Wellington  | Stephen Hendry       | 1-6   |         |
| 1989-1990 | Tournoi Pontins (2)                                    | Prestatyn   | Stephen Hendry       | 6-9   |         |
| 1990-1991 | Snooker Shoot-Out                                      | Stoke       | Darren Morgan        | 1-2   |         |
| 1990-1991 | Masters (2)                                            | Wembley     | Stephen Hendry       | 8-9   |         |
| 1990-1991 | Tournoi Pontins (3)                                    | Prestatyn   | Neal Foulds          | 6-9   |         |
| 1993-1994 | Pot Black                                              | Birmingham  | Steve Davis          | 0-2   |         |
| 2002-2003 | Tournoi Pontins pro-am (printemps)                     | Prestatyn   | Judd Trump           | 2-4   |         |
| 2008-2009 | Séries internationales Pontins (épreuve 4)             | Prestatyn   | Craig Steadman       | 1-6   |         |